# Bancs publics (Versailles Rive-Droite)
„Bancs publics (Versailles Rive-Droite)“ е френски филм от 2009 година, комедия на режисьора Брюно Подалидес по негов собствен сценарий.
Сюжетът, включващ множество герои с относително кратки роли, е развит около квартална градинка и нейните посетители и служителите в съседна офис сграда и магазин „Направи си сам“. Главните роли се изпълняват от Дьони Подалидес, Флоранс Мюлер, Брюно Подалидес.